# Голямо Крушево
Вижте пояснителната страница за други населени места с името Крушево.
Голямо Крушево е село в Югоизточна България. То се намира в община Болярово, област Ямбол.

## География
Село Голямо Крушево се намира в планината Странджа. Разположено на международен път. Пътят до Болярово е 10 минути, до Бургас 40 минути, до Елхово 25 минути.
Селото се обслужва с автобуси от линията Бургас-Елхово, както и Ямбол-Голямо Крушево.

### Води
През землището на село Голямо Крушево преминават реките Крушевска и Средецка. Крушевска река се влива в Бяло море, заедно с Поповска и Тунджа, а Средецка в Мандренското езеро, след това в Черно море чрез канала между тях.
- Най-големият язовир на Голямо Крушево е Върли дол. Той е използван за риболов, напояване на 2/3 от добитъка.
- Река Крушевска – реката е сравнително непълноводна поради използването и за напояване на градините и на част от добитъка, коне и магарета. Режимът е непостоянен с пълноводие през началото на зимата поради снеговалежте и пролетта когато снеговете се топят. Маловодието и е през сухия период който е през лятото и есента.

### Климат
Климатът в село Голямо Крушево е умерено-континентален с добре изразено планинско влияние-прохладно и сухо лято и студена и влажна зима. Средната януарска температура е от –1 до –3 °С, а средната юлска 23 – 24 °С. Максималните температури достигат до 38 – 40 °С. Годишната сума на валежите е 630 – 650 mm, с минимум през юни и максимум през февруари. Преобладават западните и северозападните ветрове, следвани от източните. От местните ветрове се проявява фьонът. Климатът в областта е благоприатен за отглеждане на зърнени и технически култури, лозя и овощия (ябълки, круши, кайсии и сливи). Опасност за реколтата са засушаванята, градушките, късните пролетни и есенни мразове и слани.
- През пролетта в селото има големи температурни амплитуди. Средната температура през пролетта е от 5 градуса през март, до 16 градуса през май, но падат и до 5 – 6 градуса. Средното количество валежи е 140 – 145 mm през по-голямата част от пролетта падат обилни дъждове.
- През лятото климатът е хладен и сревнително дъждовен с валежи в нормите за сезона. Средната лятна температура е от 22 – 27 градуса C, но падат и до около 15. Средното количество на валежите през лятото е около 130 – 135 мм.
- През есента е почти като пролетта, но е с 1 – 2 до 3 градуса по топла. Средната температура за есента е от 7 градуса през ноември, до 17 през септември. Средното количество на валежите е 140 – 150. След средата на есента (след есенното равноденствие) климатът става по-студен и температурите падат до 7 – 8 градуса.
- През зимата в селото е много влажно и вали в големи количества сняг, а снежната покривка се задържа около 15 – 20 дни в зависимост от температурите в следващите дни. Средната температура през зимата е от +1 до –3 градуса, но се качват до +5;+6. Средното количество валежи е 150 – 160 mm.

| Климатични данни за село Голямо Крушево | Климатични данни за село Голямо Крушево | Климатични данни за село Голямо Крушево | Климатични данни за село Голямо Крушево | Климатични данни за село Голямо Крушево | Климатични данни за село Голямо Крушево | Климатични данни за село Голямо Крушево | Климатични данни за село Голямо Крушево | Климатични данни за село Голямо Крушево | Климатични данни за село Голямо Крушево | Климатични данни за село Голямо Крушево | Климатични данни за село Голямо Крушево | Климатични данни за село Голямо Крушево | Климатични данни за село Голямо Крушево |
| Месеци                                  | яну.                                    | фев.                                    | март                                    | апр.                                    | май                                     | юни                                     | юли                                     | авг.                                    | сеп.                                    | окт.                                    | ное.                                    | дек.                                    | Годишно                                 |
| Абсолютни максимални температури (°C)   | 14                                      | 17                                      | 21                                      | 27                                      | 29                                      | 31                                      | 35                                      | 38                                      | 36                                      | 29                                      | 21                                      | 18                                      | 35                                      |
| Средни максимални температури (°C)      | 3,6                                     | 6,3                                     | 9,4                                     | 16                                      | 21,5                                    | 24,9                                    | 27,9                                    | 28,3                                    | 23,8                                    | 17,4                                    | 11,3                                    | 6,4                                     | 15,9                                    |
| Средни температури (°C)                 | 0,3                                     | 2,2                                     | 5,1                                     | 11,2                                    | 16                                      | 19,6                                    | 21,9                                    | 22                                      | 17,8                                    | 12,5                                    | 7,5                                     | 2,7                                     | 11,15                                   |
| Средни минимални температури (°C)       | −3                                      | −1,5                                    | 1,3                                     | 6,3                                     | 11,2                                    | 14,5                                    | 16,4                                    | 16,3                                    | 16,8                                    | 8,5                                     | 4,4                                     | 0,3                                     | 9,08                                    |
| Абсолютни минимални температури (°C)    | −22                                     | −17                                     | −20                                     | −6                                      | −2                                      | 5                                       | 7                                       | 11                                      | −1                                      | −5                                      | −10                                     | −15                                     | −17                                     |
| Средни месечни валежи (mm)              | 56                                      | 52                                      | 40                                      | 60                                      | 62                                      | 53                                      | 43                                      | 28                                      | 47                                      | 55                                      | 70                                      | 66                                      | 632                                     |
| --------------------------------------- | --------------------------------------- | --------------------------------------- | --------------------------------------- | --------------------------------------- | --------------------------------------- | --------------------------------------- | --------------------------------------- | --------------------------------------- | --------------------------------------- | --------------------------------------- | --------------------------------------- | --------------------------------------- | --------------------------------------- |
|                                         |                                         |                                         |                                         |                                         |                                         |                                         |                                         |                                         |                                         |                                         |                                         |                                         |                                         |

### Защитени местности
1. Местност „Гисчетипе“ – намира се на около 4 – 5 км североизточно от селото. Тя е гориста местност, с преобладаващи иглолистни гори.
2. Местност „Сърлъка“ – намира се на около 2 – 3 км южно от селото. Тук преобладават широколистните гори, както и дивите зайци.

## История
Старото името на селото е Ахлатлии. Преименувано е от Ахлатлии на Голямо Крушево на 14 август 1934 г.
При избухването на Македоно-одринското опълчение през 1912 година един човек от Ахлатлии е доброволец.

## Население

### Етнически състав
| Етнически състав с. Голямо Крушево (Преброяване 2011) | Етнически състав с. Голямо Крушево (Преброяване 2011) | Етнически състав с. Голямо Крушево (Преброяване 2011) | Етнически състав с. Голямо Крушево (Преброяване 2011) | Етнически състав с. Голямо Крушево (Преброяване 2011) |
| ----------------------------------------------------- | ----------------------------------------------------- | ----------------------------------------------------- | ----------------------------------------------------- | ----------------------------------------------------- |
| Етнически групи                                       |                                                       |                                                       | Процент                                               |                                                       |
| Българи                                               | Българи                                               |                                                       | 92%                                                   | 92%                                                   |
| Англичани                                             | Англичани                                             |                                                       | 5%                                                    | 5%                                                    |
| Цигани                                                | Цигани                                                |                                                       | 2%                                                    | 2%                                                    |
| Други и неопределени                                  | Други и неопределени                                  |                                                       | 1%                                                    | 1%                                                    |

### Прираст и спад на население
Населението на село Голямо Крушево е от преселници от Беломорска Тракия около района на Александруполис и Одринска Тракия около Люлебургаз и Одрин. Говори се на македоно-одрински диалект. Броят на жителите в село Голямо Крушево е от 262 души, но през 1946 г. е достигнало до 1923 души.

## Религии
Православно християнство.

## Културни и природни забележителности
- Читалище „Просвета“ е създадено през 1927 г. в близост до центъра. Преди години е било училище, а след това библиотека.
- Храм „Света Богородица“ – Построен през 1889 г.той е разположен до Кметство Голямо Крушево, в центъра на селото. В него се празнуват всички важни празници като „Пресвета Богородица“ (на 15 август), Великден, Лазаровден, Цветница и др.
- На северозапад в близост до селото е и гористата местност Гисчетипе (360 m), която е защитена и е част от землището на Голямо Крушево. Северно от селото се намира и Средецка река, която тече от запад на изток.

## Икономика
Главен поминък на населението е селското стопанство. Отглеждат се пшеница, царевица, слънчоглед, ечемик, овес, ръж. Животновъдството е слабо развито най-вече от домашни птици и кози. Селото е известно с винопроизводството си. Избата, която не функционира е преработвала гроздето от целия регион. На-известен сорт грозде е алжирка и американско, отглеждана в местността около Сърлъка. Всяка къща в селото разполага с лозя и асми. В миналото е имало овощна градина, която сега е превърната в нива от диви асми. Населението отглежда още плодове и зеленчуци в домовете и градините си. Като община, известна част от населението работи в административния сектор. Има два хранителни магазина в центъра на селото. В миналото са съществували птицеферма, свинеферма, кравеферма, няколко селскостопански бази, площадка за борба с градушките.
От 2016 г. в Голямо Крушево има оранжерии за отглеждане на зеленчуци.

## Редовни събития
- Ежегоден събор през последната събота и неделя на месец август.
- Тодоровден – църковен празник

Тодоровден по дати (2013 – 2020)
| Година | Дата        |
| ------ | ----------- |
| 2013   | 23 март     |
| 2014   | 8 март      |
| 2015   | 28 февруари |
| 2016   | 19 март     |
| 2017   | 4 март      |
| 2018   | 24 март     |
| 2019   | 16 март     |
| 2020   | 7 март      |

## Личности
- Никола Костов – кавалджия, солист на Държавен ансамбъл „Пирин“-Благоевград
- Никола Димитров – борец известен не само в Голямо Крушево, но и в България с многократните си победи.
- Родът Шейтанови – известен род в селото с родоначалник Яне Шейтанов.
- Костадин Павлов – дългогодишен ръководител на детско-юношески духов оркестър „Дико Илиев“. На 27 август 2004 г. в присъствието на президента Георги Първанов на Павлов е връчено най-високото отличие на Съюза на музикалните дейци – „Златната лира“.
- Калина Рекалова – певица

## Други
Кметският наместник на село Голямо Крушево е Костадин Иванов от (БСП)-Българска социалистическа партия. Той е роден през 1959 г. На изборите през 2011 г. той печели с вот 54,08% и 179 гласа.

## Кухня
Кухнята в село Голямо Крушево е традиционно българска и се определя от земеделските култури, които биват отглеждани в района. Широко са използвани картофите, лукът и празът – установена култура в района. Също така традиционна за село Голямо Крушево е обикновената трапезна питка, както и „млечната баница“. Това ястие е вид баница, пече се като баница, има плънка която се приготвя от еднородната смес на 1 или 2 яйца и литър прясно мляко. Със сместа се обливат корите. Друго много разпространено в традиционната кухня е луканката. Тя се приготвя предимно от свинска кайма (някои хора ги приготвят от козе месо), а специфичното в нея е голямото количество червен пипер, при което цветът и е червеникав.